# Zágoni Jenő
Zágoni Jenő (Kovászna, 1937. február 12. –  Budapest, 2015. május 19. előtt) erdélyi magyar bibliográfus, művelődéstörténeti szakíró, baptista egyháztörténet-kutató, műfordító, eszperantista.

## Életútja
Középiskoláit Brassóban és Kézdivásárhelyen végezte, bibliográfusi és könyvtártudományi tanulmányokat Marosvásárhelyen és Bukarestben folytatott. 1960–64 között Zabolán volt könyvtáros, 1965–69 között módszertani szakirányító, 1970–74 között könyvtári szakfelügyelő a Kovászna megyei Művelődési Bizottság keretében, 1974–89 között a sepsiszentgyörgyi Székely Nemzeti Múzeum könyvtárának és levéltárának vezetője, 1974–88 között az Aluta évkönyvek szerkesztője. A kovásznai Művelődési Ház keretében 1969-től 1971-ig, a sepsiszentgyörgyi Népi Egyetemen 1972–87 között eszperantó nyelvtanfolyamokat vezetett.
1989-ben áttelepült Magyarországra, itt 1996-ig az Országos Idegennyelvű Könyvtárban a nemzetiségi ügyek tanácsosaként dolgozott, s a könyvtár Nemzetiségi bibliográfia c. évkönyveit is szerkesztette. 1997-től a Magyar Baptista Levéltárat vezette. A Magyarországi Baptista Egyház Békehírnök és Szolgatárs c. folyóiratainak rendszeres munkatársa.

## Munkássága
Első írását a brassói Új idő közölte 1964-ben. Könyvtártudományi és orientalisztikai tanulmányai jelentek meg a sepsiszentgyörgyi Aluta köteteiben (1975, 1986, 1988), a Nyelv- és Irodalomtudományi Közleményekben; a Megyei Tükör általa összeállított néprajzi bibliográfiája a Népismereti Dolgozatok 1980-as kötetében. Ezenkívül 1989 előtt A Hét, Művelődés, Megyei Tükör, Cuvîntul Nou, 1989 után a Kisebbségkutatás, Theologiai Szemle, Új Lant és több nyugati eszperantó folyóirat (Monato, Etnismo, Dia Regno, Hungara Vivo) közölte írásait, fordításait.

## Kötetei (válogatás)

### Önálló kötetei
- Kőrösi Csoma Sándor bibliográfia. Csetri Elek előszavával (Bukarest, 1984);
- Válogatott írások. Honismeret, egyháztörténelem, életrajzok (Budapest, 2004);

### Szerkesztései
- Bethlen Gábor és a baptisták. Alvinci kéziratok, 1622–1644. Hasonmás kiadás, mai német és magyar nyelvre fordított szövegekkel (Budapest, 2003);
- Magyar baptista külmisszió és szeretetszolgálat. Beszámolók, levelek, életrajzok (Budapest, 2004);
- Az erdővidéki Józsa család család emlékkönyve, 1880-2003. Család- és helytörténeti írások (Bukarest, 2004);
- Molnár Lajos, Ilonka Mihály és Sándor Illés élete és szolgálata. Baptista missziómunkások (Budapest, 2005)
- Szentkatolnai Bálint Gábor: Válogatott írások (Budapest, 2005);
- Baptisták az első világháborúban. A harcmező, beszámolók, levelek, versek a lövészárokból és a fogolytáborokból, hősi halottaink (Budapest, 2007)
- Baptisták a második világháborúban. Emlékkönyv; Magyarországi Baptista Egyház Levéltára, Bp., 2010 (Emléklapok)

## Díjak, elismerések
- 2008-ban Kőrösi Csoma Sándor-emlékéremmel tüntették ki.